# إدغار ستيوارت كان
إدغار ستيوارت كان (بالإنجليزية: Edgar S. Cahn)‏ هو محامي أمريكي، ولد في 1935.